# Hélène Marquié
Hélène Marquié, née le 18 novembre 1959 est une chercheuse française, spécialiste de la danse et des études de genre.

## Biographie
Hélène Marquié mène parallèlement une carrière de danseuse contemporaine et de chorégraphe depuis 1986, des engagements féministes militant, et une carrière de chercheuse s’intéressant aux croisements entre études en danse et études de genre,.

### Scolarité et thèse
Ancienne élève de l’École Normale Supérieure, après une agrégation de biologie et géologie, elle devient danseuse et chorégraphe de danse contemporaine,.
Sa thèse, en esthétique, porte sur les processus de création et l’imaginaire surréaliste, comme stratégies. Soutenue en 2000 à Paris-8 sous la direction de Michel Bernard, elle est intitulée Métaphores surréalistes dans des imaginaires féminins : quêtes, seuils et suspensions....
Sa thèse vise à mettre en lumière les corrélations, en termes de processus et de dynamismes créateurs, des parcours de trois femmes peintres proches du surréalisme : Leonora Carrington, Leonor Fini, Dorothea Tanning, et de trois chorégraphes et danseuses contemporaines : Martha Graham, Doris Humphrey, Carolyn Carlson.

## Domaines de recherche
Elle est actuellement professeure à l’Université de Paris 8, au département d’Études de genre et ses enseignements y portent sur les arts. Elle se présente comme une pionnière dans l'analyse croisée de la danse et du genre, deux champs disciplinaires récents en France.
Elle travaille notamment sur l’histoire et l’historiographie de la danse à la fin du XIXe siècle (1871-1914), à partir de trois axes s’éclairant mutuellement : l’étude des carrières et des œuvres des maîtresses de ballet ; les conditions de travail des artistes de la danse ; les métissages des esthétiques et l’élaboration des modernités. Elle s'intéresse 

## Publications

### Ouvrages
- Hélène Marquié, Non, la danse n'est pas un truc de filles ! :  essai sur le genre en danse, Éditions de l'Attribut, coll. « Culture danse », 2016 (ISBN 978-2-916002-35-4, lire en ligne)[10]
- Hélène Marquié et Noël Burch (dir.), Émancipation sexuelle ou contrainte des corps?, Paris, L’Harmattan, 2006, p. 89-11.

### Chapitres d'ouvrages
- Hélène Marquié, « Entrez dans la danse, créez de la danse ! Maîtresses de ballet à la Belle Époque », in La Belle Époque des femmes, 1889-1914, textes réunis par François Le Guennec et Nicolas-Henri Zmelty, Paris, L'Harmattan, 2013, pp. 75-88.

### Articles
- Hélène Marquié, « Enquête en cours sur Madame Stichel (1856 - ap. 1933) », Recherches en danse, 2015 (lire en ligne).
- Thierry Malandain et Hélène Marquié, « Dans les pas de Mariquita », Recherches en danse, no 3,‎ 1er janvier 2015 (ISSN 2275-2293, DOI 10.4000/danse.922, lire en ligne, consulté le 24 novembre 2017)
- Hélène Marquié, « Regard rétrospectif sur les études en danse en France », Recherches en danse, no 1,‎ 13 février 2014 (ISSN 2275-2293, DOI 10.4000/danse.619, lire en ligne, consulté le 9 décembre 2023)

### Thèse et HDR
- Hélène Marquié, Histoire et esthétisme de la danse de ballet au XIXe siècle, Université de Nice Sophia Antipolis, 2014 (lire en ligne)